# Serie A2 2011-2012 (pallavolo femminile)
La Serie A2 2011-2012 si è svolta dall'8 ottobre 2011 al 20 maggio 2012: al torneo hanno partecipato sedici squadre di club italiane.

## Regolamento

### Formula
Le squadre hanno disputato un girone all'italiana, con gare di andata e ritorno, per un totale di trenta giornate; al termine della regular season:
- La prima classificata è promossa in Serie A1.
- Le classificate dal secondo al quinto posto hanno acceduto ai play-off promozione, strutturati in semifinali, giocate al meglio di due vittorie su tre gare, e finale, giocata al meglio di tre vittorie su cinque gare: la vincitrice è promossa in Serie A1.
- Le ultime tre classificate sono retrocesse in Serie B1.

### Criteri di classifica
Se il risultato finale è stato di 3-0 o 3-1 sono stati assegnati 3 punti alla squadra vincente e 0 a quella sconfitta, se il risultato finale è stato di 3-2 sono stati assegnati 2 punti alla squadra vincente e 1 a quella sconfitta.
L'ordine del posizionamento in classifica è stato definito in base a:
- Punti;
- Numero di partite vinte;
- Ratio dei set vinti/persi;
- Ratio dei punti realizzati/subiti.

## Squadre partecipanti
Le squadre neopromosse dalla Serie B1 sono state l'IHF, il San Mariano, il Terre Verdiane e la Trentino Rosa, vincitrici della regular season, e il Casalmaggiore, vincitrice dei play-off promozione, mentre le squadre retrocesse dalla Serie A1 sono state il River e il Villanterio.
Delle squadre aventi il diritto di partecipazione:
- Il River e il Villanterio sono state ripescate in Serie A1.
- La Trentino Rosa ha ceduto il titolo sportivo al Verona, il quale è stato ammesso in Serie A2.
- La RDM Pomezia e il San Mariano hanno rinunciato all'iscrizione.

Per integrare l'organico delle squadre sono state ripescate l'Antares e il Rota.
| Club                | Stagione | Città                 | Impianto               | Stagione precedente                                             |
| ------------------- | -------- | --------------------- | ---------------------- | --------------------------------------------------------------- |
| Antares             | dettagli | Sala Consilina        | PalaPozzillo           | 3ª in Serie B1 (girone D); quarti di finale play-off promozione |
| Busnago             | dettagli | Busnago               | PalaBusnago            | 10ª in Serie A2                                                 |
| Casalmaggiore       | dettagli | Casalmaggiore         | PalaBaslenga           | 2ª in Serie B1 (girone A); vincitrice play-off promozione       |
| Crema               | dettagli | Crema                 | PalaBertoni            | 7ª in Serie A2                                                  |
| Cuatto Giaveno      | dettagli | Giaveno               | Palazzetto dello Sport | 12ª in Serie A2                                                 |
| Forlì               | dettagli | Forlì                 | PalaRomiti             | 13ª in Serie A2                                                 |
| IHF                 | dettagli | Frosinone             | Palazzetto dello sport | 1ª in Serie B1 (girone D)                                       |
| Loreto              | dettagli | Loreto                | PalaSerenelli          | 4ª in Serie A2; finale play-off promozione                      |
| Pontecagnano Faiano | dettagli | Pontecagnano Faiano   | PalaBerlinguer         | 5ª in Serie A2; semifinali play-off promozione                  |
| Rota                | dettagli | Mercato San Severino  | PalaRota               | 2ª in Serie B1 (girone D); semifinali play-off promozione       |
| San Vito            | dettagli | San Vito dei Normanni | PalaMacchitella        | 8ª in Serie A2                                                  |
| Santa Croce         | dettagli | Santa Croce sull'Arno | PalaParenti            | 9ª in Serie A2                                                  |
| Soverato            | dettagli | Soverato              | PalaScoppa             | 11ª in Serie A2                                                 |
| Terre Verdiane      | dettagli | Fontanellato          | PalaLiabel             | 1ª in Serie B1 (girone A)                                       |
| Time Matera         | dettagli | Matera                | PalaSassi              | 6ª in Serie A2                                                  |
| Verona              | dettagli | Verona                | PalaGeorge             | 14ª in Serie A2                                                 |

## Torneo

### Regular season

#### Risultati
| Prima giornata |                                |     |                                   |
|                |                                |     |                                   |
| 09-10          | Loreto - Soverato              | 3-1 | 25-16, 26-28, 25-18, 25-20        |
| 09-10          | Antares - Pontecagnano Faiano  | 3-1 | 25-22, 23-25, 25-22, 25-19        |
| 08-10          | IHF - Santa Croce              | 0-3 | 13-25, 18-25, 19-25               |
| 09-10          | Rota - Time Matera             | 3-0 | 25-13, 25-20, 25-11               |
| 09-10          | Forlì - Crema                  | 0-3 | 20-25, 14-25, 18-25               |
| 09-10          | Verona - San Vito              | 3-1 | 25-13, 21-25, 25-20, 25-19        |
| 09-10          | Terre Verdiane - Busnago       | 1-3 | 25-22, 21-25, 16-25, 22-25        |
| 08-10          | Casalmaggiore - Cuatto Giaveno | 2-3 | 24-26, 25-21, 23-25, 27-25, 10-15 |

| Seconda giornata |                                 |     |                                  |
|                  |                                 |     |                                  |
| 16-10            | Busnago - IHF                   | 3-1 | 26-24, 25-23, 20-25, 25-20       |
| 16-10            | Time Matera - Forlì             | 3-0 | 25-0, 25-0, 25-0                 |
| 16-10            | Crema - Rota                    | 3-0 | 29-27, 28-26, 25-11              |
| 16-10            | Soverato - Casalmaggiore        | 1-3 | 25-23, 19-25, 19-25, 15-25       |
| 16-10            | Santa Croce - Antares           | 3-0 | 25-18, 25-18, 25-16              |
| 16-10            | Pontecagnano Faiano - Verona    | 0-3 | 28-30, 18-25, 22-25              |
| 16-10            | Cuatto Giaveno - Terre Verdiane | 3-2 | 21-25, 25-17, 29-27, 25-22, 15-7 |
| 16-10            | San Vito - Loreto               | 0-3 | 13-25, 22-25, 18-25              |

| Terza giornata |                                     |     |                                   |
|                |                                     |     |                                   |
| 23-10          | Loreto - Time Matera                | 3-0 | 25-14, 25-15, 25-11               |
| 23-10          | Crema - Soverato                    | 3-2 | 21-25, 20-25, 27-25, 25-14, 15-12 |
| 23-10          | Antares - Busnago                   | 3-1 | 25-19, 25-23, 24-26, 25-19        |
| 23-10          | Verona - IHF                        | 0-3 | 18-25, 28-30, 24-26               |
| 23-10          | Terre Verdiane - Santa Croce        | 2-3 | 18-25, 11-25, 25-20, 25-22, 8-15  |
| 23-10          | Rota - Cuatto Giaveno               | 1-3 | 25-16, 21-25, 19-25, 21-25        |
| 23-10          | Casalmaggiore - Pontecagnano Faiano | 3-0 | 25-12, 25-15, 25-20               |
| 23-10          | Forlì - San Vito                    | 3-2 | 25-19, 23-25, 25-18, 16-25, 15-13 |

| Quarta giornata |                                      |     |                                   |
|                 |                                      |     |                                   |
| 30-10           | Time Matera - Crema                  | 0-3 | 22-25, 18-25, 18-25               |
| 30-10           | Santa Croce - Verona                 | 3-0 | 25-21, 25-18, 25-11               |
| 30-10           | Pontecagnano Faiano - Terre Verdiane | 2-3 | 25-20, 25-15, 17-25, 19-25, 13-25 |
| 30-10           | Cuatto Giaveno - Loreto              | 3-0 | 25-19, 25-17, 25-15               |
| 30-10           | IHF - Soverato                       | 3-2 | 25-18, 17-25, 27-25, 21-25, 15-13 |
| 30-10           | Busnago - Forlì                      | 2-3 | 20-25, 25-13, 25-20, 20-25, 14-16 |
| 30-10           | San Vito - Casalmaggiore             | 0-3 | 14-25, 23-25, 23-25               |
| 30-10           | Antares - Rota                       | 3-2 | 22-25, 25-20, 23-25, 25-19, 15-13 |

| Quinta giornata |                                |     |                                   |
|                 |                                |     |                                   |
| 06-11           | Rota - Verona                  | 1-3 | 25-15, 20-25, 12-25, 18-25        |
| 06-11           | Terre Verdiane - Antares       | 1-3 | 20-25, 25-17, 19-25, 21-25        |
| 06-11           | Loreto - Santa Croce           | 3-0 | 25-21, 25-18, 27-25               |
| 06-11           | Crema - IHF                    | 3-0 | 25-13, 25-17, 25-10               |
| 06-11           | Soverato - Pontecagnano Faiano | 2-3 | 23-25, 25-11, 23-25, 25-14, 12-15 |
| 06-11           | Time Matera - San Vito         | 0-3 | 15-25, 22-25, 23-25               |
| 06-11           | Forlì - Cuatto Giaveno         | 0-3 | 17-25, 23-25, 7-25                |
| 06-11           | Casalmaggiore - Busnago        | 3-1 | 30-28, 25-16, 22-25, 25-20        |

| Sesta giornata |                             |     |                                   |
|                |                             |     |                                   |
| 13-11          | San Vito - Cuatto Giaveno   | 1-3 | 19-25, 25-23, 14-25, 23-25        |
| 13-11          | Terre Verdiane - Rota       | 3-1 | 19-25, 25-21, 25-20, 25-15        |
| 13-11          | Verona - Casalmaggiore      | 3-1 | 25-23, 18-25, 25-23, 25-20        |
| 13-11          | IHF - Loreto                | 3-2 | 14-25, 21-25, 25-16, 25-19, 15-11 |
| 13-11          | Pontecagnano Faiano - Crema | 0-3 | 14-25, 15-25, 23-25               |
| 13-11          | Santa Croce - Time Matera   | 3-0 | 25-19, 25-23, 25-18               |
| 13-11          | Busnago - Soverato          | 3-1 | 25-27, 25-22, 28-26, 25-17        |
| 13-11          | Antares - Forlì             | 2-3 | 25-20, 18-25, 25-14, 19-25, 12-15 |

| Settima giornata |                                   |     |                                   |
|                  |                                   |     |                                   |
| 20-11            | Cuatto Giaveno - Santa Croce      | 3-1 | 26-24, 25-19, 23-25, 25-14        |
| 20-11            | Soverato - Terre Verdiane         | 3-2 | 25-13, 21-25, 11-25, 25-21, 15-13 |
| 20-11            | Crema - Verona                    | 3-0 | 25-23, 25-16, 26-24               |
| 20-11            | Loreto - Busnago                  | 3-1 | 22-25, 25-21, 31-29, 25-13        |
| 20-11            | Time Matera - Pontecagnano Faiano | 0-3 | 22-25, 20-25, 21-25               |
| 20-11            | Forlì - IHF                       | 0-3 | 22-25, 17-25, 24-26               |
| 20-11            | Rota - San Vito                   | 3-2 | 25-27, 25-13, 23-25, 25-21, 15-11 |
| 20-11            | Casalmaggiore - Antares           | 3-0 | 25-13, 25-15, 25-16               |

| Ottava giornata |                              |     |                                  |
|                 |                              |     |                                  |
| 27-11           | Verona - Terre Verdiane      | 3-2 | 7-25, 25-23, 25-16, 20-25, 15-11 |
| 27-11           | Antares - Loreto             | 0-3 | 22-25, 22-25, 21-25              |
| 27-11           | Santa Croce - Crema          | 3-1 | 20-25, 25-18, 25-16, 25-23       |
| 27-11           | San Vito - Soverato          | 1-3 | 23-25, 23-25, 25-23, 21-25       |
| 27-11           | Cuatto Giaveno - Time Matera | 3-0 | 25-14, 25-19, 25-22              |
| 27-11           | Pontecagnano Faiano - Forlì  | 3-0 | 25-19, 25-17, 25-19              |
| 27-11           | Busnago - Rota               | 3-1 | 22-25, 25-12, 30-28, 25-17       |
| 27-11           | IHF - Casalmaggiore          | 0-3 | 19-25, 15-25, 18-25              |

| Nona giornata |                            |     |                                   |
|               |                            |     |                                   |
| 04-12         | Loreto - Casalmaggiore     | 3-0 | 25-16, 25-23, 25-19               |
| 04-12         | Verona - Antares           | 3-2 | 21-25, 25-19, 20-25, 25-23, 15-10 |
| 04-12         | Terre Verdiane - IHF       | 3-2 | 18-25, 26-24, 15-25, 25-18, 15-13 |
| 04-12         | Crema - San Vito           | 3-0 | 25-21, 25-23, 25-13               |
| 04-12         | Forlì - Santa Croce        | 0-3 | 18-25, 18-25, 20-25               |
| 04-12         | Soverato - Cuatto Giaveno  | 0-3 | 19-25, 15-25, 20-25               |
| 04-12         | Time Matera - Busnago      | 1-3 | 12-25, 26-24, 22-25, 15-25        |
| 04-12         | Rota - Pontecagnano Faiano | 3-0 | 25-19, 25-11, 26-24               |

| Decima giornata |                                |     |                                   |
|                 |                                |     |                                   |
| 08-12           | Loreto - Forlì                 | 3-2 | 25-17, 22-25, 25-19, 22-25, 15-10 |
| 08-12           | San Vito - Pontecagnano Faiano | 3-1 | 17-25, 25-22, 25-20, 25-23        |
| 08-12           | IHF - Time Matera              | 3-0 | 25-17, 26-24, 25-9                |
| 08-12           | Cuatto Giaveno - Crema         | 2-3 | 28-26, 26-24, 23-25, 18-25, 14-16 |
| 08-12           | Santa Croce - Rota             | 3-0 | 25-23, 25-16, 25-15               |
| 08-12           | Busnago - Verona               | 0-3 | 21-25, 12-25, 20-25               |
| 08-12           | Antares - Soverato             | 1-3 | 25-20, 20-25, 25-27, 9-25         |
| 08-12           | Casalmaggiore - Terre Verdiane | 3-0 | 25-23, 25-16, 25-19               |

| Undicesima giornata |                                      |     |                                   |
|                     |                                      |     |                                   |
| 11-12               | Rota - Loreto                        | 0-3 | 23-25, 22-25, 12-25               |
| 11-12               | Casalmaggiore - Crema                | 3-2 | 19-25, 21-25, 25-18, 25-20, 15-13 |
| 11-12               | Busnago - San Vito                   | 3-2 | 25-19, 25-21, 18-25, 19-25, 15-10 |
| 11-12               | IHF - Antares                        | 3-2 | 25-19, 25-20, 21-25, 21-25, 15-13 |
| 11-12               | Pontecagnano Faiano - Cuatto Giaveno | 1-3 | 25-23, 21-25, 25-27, 14-25        |
| 11-12               | Terre Verdiane - Time Matera         | 3-0 | 25-23, 25-21, 25-14               |
| 11-12               | Verona - Forlì                       | 2-3 | 25-23, 18-25, 25-23, 24-26, 7-15  |
| 11-12               | Soverato - Santa Croce               | 3-0 | 25-21, 25-19, 25-23               |

| Dodicesima giornata |                               |     |                                   |
|                     |                               |     |                                   |
| 18-12               | San Vito - Santa Croce        | 0-3 | 15-25, 12-25, 22-25               |
| 18-12               | Rota - Casalmaggiore          | 3-2 | 25-19, 19-25, 25-23, 21-25, 15-11 |
| 18-12               | Pontecagnano Faiano - Busnago | 0-3 | 23-25, 16-25, 24-26               |
| 18-12               | Cuatto Giaveno - IHF          | 3-1 | 25-18, 25-22, 20-25, 25-22        |
| 18-12               | Forlì - Soverato              | 2-3 | 25-22, 17-25, 18-25, 25-22, 12-15 |
| 18-12               | Loreto - Terre Verdiane       | 3-1 | 23-25, 25-15, 25-13, 25-21        |
| 18-12               | Time Matera - Verona          | 3-2 | 25-18, 21-25, 25-19, 23-25, 15-12 |
| 18-12               | Crema - Antares               | 3-1 | 21-25, 25-16, 25-22, 25-16        |

| Tredicesima giornata |                                   |     |                                   |
|                      |                                   |     |                                   |
| 26-12                | Verona - Loreto                   | 0-3 | 28-30, 20-25, 25-27               |
| 26-12                | Santa Croce - Pontecagnano Faiano | 3-0 | 25-21, 25-17, 25-18               |
| 26-12                | Soverato - Time Matera            | 3-0 | 25-12, 25-11, 25-15               |
| 26-12                | Antares - San Vito                | 2-3 | 25-22, 25-18, 21-25, 18-25, 11-15 |
| 26-12                | Busnago - Cuatto Giaveno          | 3-1 | 25-21, 18-25, 25-22, 25-16        |
| 26-12                | Casalmaggiore - Forlì             | 3-0 | 25-20, 25-19, 25-23               |
| 26-12                | IHF - Rota                        | 3-0 | 25-18, 25-17, 25-22               |
| 26-12                | Terre Verdiane - Crema            | 0-3 | 20-25, 23-25, 22-25               |

| Quattordicesima giornata |                              |     |                                   |
|                          |                              |     |                                   |
| 08-01                    | Pontecagnano Faiano - Loreto | 0-3 | 24-26, 18-25, 19-25               |
| 08-01                    | Time Matera - Antares        | 0-3 | 20-25, 17-25, 22-25               |
| 08-01                    | Crema - Busnago              | 2-3 | 19-25, 19-25, 25-22, 25-14, 11-15 |
| 08-01                    | San Vito - IHF               | 3-0 | 25-19, 25-23, 25-19               |
| 08-01                    | Santa Croce - Casalmaggiore  | 1-3 | 21-25, 19-25, 25-21, 15-25        |
| 08-01                    | Soverato - Rota              | 3-2 | 20-25, 25-23, 25-22, 18-25, 15-7  |
| 08-01                    | Cuatto Giaveno - Verona      | 3-0 | 25-23, 25-23, 26-24               |
| 08-01                    | Forlì - Terre Verdiane       | 1-3 | 20-25, 21-25, 25-20, 16-25        |

| Quindicesima giornata |                             |     |                                   |
|                       |                             |     |                                   |
| 15-01                 | Rota - Forlì                | 3-0 | 25-18, 25-23, 25-22               |
| 15-01                 | Loreto - Crema              | 3-2 | 25-22, 15-25, 25-21, 17-25, 15-12 |
| 15-01                 | IHF - Pontecagnano Faiano   | 3-0 | 25-13, 25-18, 31-29               |
| 15-01                 | Casalmaggiore - Time Matera | 3-0 | 25-15, 25-21, 25-20               |
| 15-01                 | Busnago - Santa Croce       | 3-0 | 25-18, 25-19, 25-21               |
| 15-01                 | Antares - Cuatto Giaveno    | 0-3 | 22-25, 16-25, 22-25               |
| 15-01                 | Verona - Soverato           | 1-3 | 25-20, 21-25, 21-25, 21-25        |
| 15-01                 | Terre Verdiane - San Vito   | 3-2 | 25-19, 22-25, 26-24, 21-25, 15-7  |

| Sedicesima giornata |                                |     |                                   |
|                     |                                |     |                                   |
| 22-01               | Soverato - Loreto              | 0-3 | 20-25, 14-25, 22-25               |
| 22-01               | Pontecagnano Faiano - Antares  | 3-0 | 26-24, 25-23, 25-17               |
| 22-01               | Santa Croce - IHF              | 3-1 | 25-14, 25-16, 21-25, 25-15        |
| 22-01               | Time Matera - Rota             | 1-3 | 25-23, 20-25, 20-25, 17-25        |
| 22-01               | Crema - Forlì                  | 3-0 | 25-15, 25-14, 25-23               |
| 22-01               | San Vito - Verona              | 3-2 | 17-25, 25-21, 15-25, 25-20, 15-11 |
| 22-01               | Busnago - Terre Verdiane       | 3-0 | 25-22, 25-20, 32-30               |
| 22-01               | Cuatto Giaveno - Casalmaggiore | 3-0 | 25-21, 25-16, 25-18               |

| Diciassettesima giornata |                                 |     |                                   |
|                          |                                 |     |                                   |
| 29-01                    | IHF - Busnago                   | 0-3 | 24-26, 21-25, 21-25               |
| 29-01                    | Forlì - Time Matera             | 3-2 | 22-25, 25-18, 25-18, 27-29, 15-10 |
| 29-01                    | Rota - Crema                    | 0-3 | 23-25, 19-25, 13-25               |
| 29-01                    | Casalmaggiore - Soverato        | 1-3 | 25-11, 23-25, 19-25, 22-25        |
| 29-01                    | Antares - Santa Croce           | 3-0 | 25-21, 25-21, 25-23               |
| 29-01                    | Verona - Pontecagnano Faiano    | 3-0 | 25-13, 30-28, 25-18               |
| 29-01                    | Terre Verdiane - Cuatto Giaveno | 0-3 | 22-25, 18-25, 19-25               |
| 29-01                    | Loreto - San Vito               | 3-0 | 25-16, 25-15, 25-15               |

| Diciottesima giornata |                                     |     |                                   |
|                       |                                     |     |                                   |
| 04-02                 | Time Matera - Loreto                | 2-3 | 25-20, 25-15, 12-25, 21-25, 10-15 |
| 05-02                 | Soverato - Crema                    | 2-3 | 17-25, 15-25, 25-18, 25-23, 7-15  |
| 05-02                 | Busnago - Antares                   | 3-0 | 25-22, 25-17, 25-17               |
| 29-02                 | IHF - Verona                        | 1-3 | 25-22, 21-25, 22-25, 18-25        |
| 05-02                 | Santa Croce - Terre Verdiane        | 3-0 | 25-20, 25-20, 25-19               |
| 05-02                 | Cuatto Giaveno - Rota               | 3-0 | 25-21, 25-23, 25-15               |
| 03-03                 | Pontecagnano Faiano - Casalmaggiore | 0-3 | 24-26, 17-25, 19-25               |
| 03-03                 | San Vito - Forlì                    | 1-3 | 25-17, 25-27, 26-28, 21-25        |

| Diciannovesima giornata |                                      |     |                                  |
|                         |                                      |     |                                  |
| 12-02                   | Crema - Time Matera                  | 3-0 | 25-21, 25-16, 25-10              |
| 12-02                   | Verona - Santa Croce                 | 0-3 | 16-25, 21-25, 19-25              |
| 15-03                   | Terre Verdiane - Pontecagnano Faiano | 3-0 | 27-25, 25-21, 25-20              |
| 11-02                   | Loreto - Cuatto Giaveno              | 3-0 | 25-23, 25-19, 25-20              |
| 12-02                   | Soverato - IHF                       | 3-2 | 17-25, 25-23, 21-25, 25-20, 15-7 |
| 07-03                   | Forlì - Busnago                      | 0-3 | 17-25, 23-25, 23-25              |
| 11-02                   | Casalmaggiore - San Vito             | 3-1 | 25-17, 25-16, 21-25, 25-9        |
| 12-02                   | Rota - Antares                       | 3-1 | 22-25, 25-19, 25-22, 25-22       |

| Ventesima giornata |                                |     |                                   |
|                    |                                |     |                                   |
| 19-02              | Verona - Rota                  | 3-1 | 25-19, 25-20, 19-25, 28-26        |
| 19-02              | Antares - Terre Verdiane       | 3-1 | 18-25, 25-22, 25-22, 25-13        |
| 18-02              | Santa Croce - Loreto           | 3-0 | 26-24, 25-17, 25-19               |
| 19-02              | IHF - Crema                    | 1-3 | 13-25, 26-24, 21-25, 22-25        |
| 19-02              | Pontecagnano Faiano - Soverato | 3-1 | 25-21, 20-25, 25-21, 25-22        |
| 19-02              | San Vito - Time Matera         | 2-3 | 31-29, 24-26, 19-25, 25-18, 19-21 |
| 19-02              | Cuatto Giaveno - Forlì         | 3-0 | 25-17, 25-19, 25-13               |
| 19-02              | Busnago - Casalmaggiore        | 2-3 | 19-25, 25-16, 17-25, 25-21, 8-15  |

| Ventunesima giornata |                             |     |                                   |
|                      |                             |     |                                   |
| 26-02                | Cuatto Giaveno - San Vito   | 3-0 | 25-15, 25-13, 25-21               |
| 26-02                | Rota - Terre Verdiane       | 1-3 | 25-19, 22-25, 19-25, 20-25        |
| 25-02                | Casalmaggiore - Verona      | 3-0 | 25-22, 25-16, 25-19               |
| 25-02                | Loreto - IHF                | 3-1 | 27-25, 21-25, 27-25, 29-27        |
| 26-02                | Crema - Pontecagnano Faiano | 3-0 | 25-15, 25-18, 25-12               |
| 26-02                | Time Matera - Santa Croce   | 1-3 | 23-25, 25-21, 22-25, 20-25        |
| 26-02                | Soverato - Busnago          | 3-2 | 21-25, 26-24, 20-25, 26-24, 15-12 |
| 26-02                | Forlì - Antares             | 1-3 | 27-25, 22-25, 16-25, 17-25        |

| Ventiduesima giornata |                                   |     |                                   |
|                       |                                   |     |                                   |
| 11-03                 | Santa Croce - Cuatto Giaveno      | 0-3 | 21-25, 22-25, 23-25               |
| 11-03                 | Terre Verdiane - Soverato         | 3-0 | 25-18, 25-16, 25-17               |
| 11-03                 | Verona - Crema                    | 2-3 | 25-23, 21-25, 25-21, 12-25, 11-15 |
| 11-03                 | Busnago - Loreto                  | 3-1 | 25-16, 25-15, 18-25, 25-23        |
| 11-03                 | Pontecagnano Faiano - Time Matera | 3-0 | 25-19, 25-9, 25-19                |
| 11-03                 | IHF - Forlì                       | 3-0 | 25-14, 26-24, 25-14               |
| 11-03                 | San Vito - Rota                   | 2-3 | 11-25, 25-22, 25-20, 19-25, 13-15 |
| 11-03                 | Antares - Casalmaggiore           | 0-3 | 21-25, 15-25, 12-25               |

| Ventitreesima giornata |                              |     |                                  |
|                        |                              |     |                                  |
| 18-03                  | Terre Verdiane - Verona      | 3-2 | 20-25, 25-22, 25-19, 17-25, 15-8 |
| 18-03                  | Loreto - Antares             | 3-0 | 25-22, 29-27, 25-15              |
| 18-03                  | Crema - Santa Croce          | 0-3 | 23-25, 24-26, 21-25              |
| 18-03                  | Soverato - San Vito          | 0-3 | 22-25, 21-25, 23-25              |
| 18-03                  | Time Matera - Cuatto Giaveno | 0-3 | 16-25, 17-25, 23-25              |
| 18-03                  | Forlì - Pontecagnano Faiano  | 3-0 | 25-21, 26-24, 25-19              |
| 18-03                  | Rota - Busnago               | 0-3 | 22-25, 23-25, 18-25              |
| 18-03                  | Casalmaggiore - IHF          | 3-1 | 25-21, 25-27, 25-15, 25-21       |

| Ventiquattresima giornata |                            |     |                            |
|                           |                            |     |                            |
| 25-03                     | Casalmaggiore - Loreto     | 3-0 | 25-17, 25-23, 25-20        |
| 25-03                     | Antares - Verona           | 1-3 | 10-25, 19-25, 26-24, 22-25 |
| 25-03                     | IHF - Terre Verdiane       | 1-3 | 26-24, 23-25, 18-25, 16-25 |
| 25-03                     | San Vito - Crema           | 1-3 | 25-18, 15-25, 14-25, 20-25 |
| 25-03                     | Santa Croce - Forlì        | 3-0 | 25-22, 25-15, 28-26        |
| 25-03                     | Cuatto Giaveno - Soverato  | 3-1 | 25-16, 21-25, 25-12, 25-12 |
| 25-03                     | Busnago - Time Matera      | 3-1 | 25-15, 20-25, 25-20, 25-17 |
| 25-03                     | Pontecagnano Faiano - Rota | 3-1 | 25-15, 18-25, 25-22, 25-23 |

| Venticinquesima giornata |                                |     |                                   |
|                          |                                |     |                                   |
| 01-04                    | Forlì - Loreto                 | 0-3 | 21-25, 20-25, 21-25               |
| 01-04                    | Pontecagnano Faiano - San Vito | 3-1 | 25-22, 25-17, 22-25, 25-16        |
| 01-04                    | Time Matera - IHF              | 2-3 | 23-25, 25-16, 25-23, 20-25, 8-15  |
| 01-04                    | Crema - Cuatto Giaveno         | 3-2 | 22-25, 25-27, 26-24, 29-27, 15-8  |
| 01-04                    | Rota - Santa Croce             | 3-2 | 21-25, 25-23, 24-26, 25-23, 21-19 |
| 01-04                    | Verona - Busnago               | 1-3 | 25-14, 22-25, 17-25, 15-25        |
| 01-04                    | Soverato - Antares             | 3-1 | 25-20, 25-22, 16-25, 25-20        |
| 01-04                    | Terre Verdiane - Casalmaggiore | 1-3 | 40-38, 23-25, 23-25, 26-28        |

| Ventiseiesima giornata |                                      |     |                                   |
|                        |                                      |     |                                   |
| 07-04                  | Loreto - Rota                        | 3-2 | 25-18, 25-27, 25-22, 25-18, 15-13 |
| 07-04                  | Crema - Casalmaggiore                | 0-3 | 20-25, 23-25, 23-25               |
| 07-04                  | San Vito - Busnago                   | 3-1 | 25-23, 11-25, 25-23, 25-17        |
| 07-04                  | Antares - IHF                        | 3-2 | 25-27, 21-25, 27-25, 25-18, 20-18 |
| 07-04                  | Cuatto Giaveno - Pontecagnano Faiano | 3-2 | 25-14, 25-19, 23-25, 21-25, 17-15 |
| 07-04                  | Time Matera - Terre Verdiane         | 1-3 | 25-22, 23-25, 21-25, 23-25        |
| 07-04                  | Forlì - Verona                       | 2-3 | 25-12, 15-25, 17-25, 25-19, 11-15 |
| 07-04                  | Santa Croce - Soverato               | 1-3 | 20-25, 19-25, 25-20, 21-25        |

| Ventisettesima giornata |                               |     |                                   |
|                         |                               |     |                                   |
| 15-04                   | Santa Croce - San Vito        | 3-0 | 25-13, 25-14, 25-16               |
| 15-04                   | Casalmaggiore - Rota          | 3-1 | 25-27, 25-18, 25-21, 25-17        |
| 15-04                   | Busnago - Pontecagnano Faiano | 2-3 | 25-21, 23-25, 25-18, 22-25, 15-12 |
| 15-04                   | IHF - Cuatto Giaveno          | 3-2 | 25-15, 18-25, 25-14, 23-25, 15-12 |
| 15-04                   | Soverato - Forlì              | 3-0 | 25-23, 26-24, 25-21               |
| 15-04                   | Terre Verdiane - Loreto       | 1-3 | 30-28, 18-25, 18-25, 20-25        |
| 15-04                   | Verona - Time Matera          | 3-0 | 25-22, 25-20, 25-16               |
| 15-04                   | Antares - Crema               | 3-2 | 25-17, 16-25, 20-25, 25-23, 16-14 |

| Ventottesima giornata |                                   |     |                                   |
|                       |                                   |     |                                   |
| 22-04                 | Loreto - Verona                   | 3-0 | 25-15, 25-20, 25-21               |
| 22-04                 | Pontecagnano Faiano - Santa Croce | 0-3 | 23-25, 16-25, 16-25               |
| 22-04                 | Time Matera - Soverato            | 3-2 | 25-16, 22-25, 17-25, 25-17, 15-8  |
| 22-04                 | San Vito - Antares                | 3-2 | 23-25, 18-25, 25-22, 25-14, 15-13 |
| 22-04                 | Cuatto Giaveno - Busnago          | 2-3 | 25-22, 12-25, 25-22, 24-26, 6-15  |
| 22-04                 | Forlì - Casalmaggiore             | 0-3 | 18-25, 18-25, 14-25               |
| 22-04                 | Rota - IHF                        | 3-2 | 24-26, 16-25, 25-15, 25-22, 15-13 |
| 22-04                 | Crema - Terre Verdiane            | 3-0 | 25-15, 25-18, 26-24               |

| Ventinovesima giornata |                              |     |                                   |
|                        |                              |     |                                   |
| 25-04                  | Loreto - Pontecagnano Faiano | 3-1 | 25-22, 26-28, 25-16, 25-17        |
| 25-04                  | Antares - Time Matera        | 1-3 | 20-25, 22-25, 25-18, 20-25        |
| 25-04                  | Busnago - Crema              | 0-3 | 23-25, 22-25, 20-25               |
| 25-04                  | IHF - San Vito               | 3-0 | 25-17, 25-20, 26-24               |
| 25-04                  | Casalmaggiore - Santa Croce  | 3-2 | 25-13, 17-25, 25-27, 25-23, 15-13 |
| 25-04                  | Rota - Soverato              | 3-1 | 25-22, 25-23, 12-25, 25-22        |
| 25-04                  | Verona - Cuatto Giaveno      | 0-3 | 16-25, 20-25, 22-25               |
| 25-04                  | Terre Verdiane - Forlì       | 3-2 | 25-22, 19-25, 23-25, 25-22, 15-8  |

| Trentesima giornata |                             |     |                                   |
|                     |                             |     |                                   |
| 29-04               | Forlì - Rota                | 3-1 | 25-27, 25-15, 25-16, 25-16        |
| 29-04               | Crema - Loreto              | 3-2 | 19-25, 25-20, 22-25, 26-24, 16-14 |
| 29-04               | Pontecagnano Faiano - IHF   | 3-1 | 19-25, 25-22, 25-9, 25-16         |
| 29-04               | Time Matera - Casalmaggiore | 1-3 | 23-25, 21-25, 25-20, 19-25        |
| 29-04               | Santa Croce - Busnago       | 1-3 | 25-21, 17-25, 21-25, 22-25        |
| 29-04               | Cuatto Giaveno - Antares    | 3-0 | 25-20, 25-17, 25-19               |
| 29-04               | Soverato - Verona           | 3-0 | 25-14, 25-21, 25-22               |
| 29-04               | San Vito - Terre Verdiane   | 3-0 | 25-23, 25-18, 25-18               |

#### Classifica
| Pos. | Squadra                  | Pt | G  | V  | P  | SV | SP | Ratio | PF    | PS    | Ratio |
| ---- | ------------------------ | -- | -- | -- | -- | -- | -- | ----- | ----- | ----- | ----- |
| 1.   | Cuatto Giaveno           | 73 | 30 | 24 | 6  | 81 | 30 | 2,700 | 2 590 | 2 254 | 1,149 |
| 2.   | Casalmaggiore            | 71 | 30 | 24 | 6  | 78 | 32 | 2,437 | 2 598 | 2 243 | 1,158 |
| 3.   | Loreto                   | 70 | 30 | 24 | 6  | 77 | 32 | 2,406 | 2 546 | 2 254 | 1,129 |
| 4.   | Crema                    | 67 | 30 | 23 | 7  | 78 | 36 | 2,166 | 2 636 | 2 270 | 1,161 |
| 5.   | Santa Croce              | 58 | 30 | 19 | 11 | 65 | 38 | 1,710 | 2 389 | 2 146 | 1,113 |
| 6.   | Busnago (-4)             | 57 | 30 | 20 | 10 | 72 | 46 | 1,565 | 2 696 | 2 514 | 1,072 |
| 7.   | Soverato                 | 45 | 30 | 15 | 15 | 61 | 61 | 1,000 | 2 603 | 2 645 | 0,984 |
| 8.   | Verona                   | 41 | 30 | 13 | 17 | 51 | 63 | 0,809 | 2 446 | 2 507 | 0,975 |
| 9.   | Terre Verdiane           | 38 | 30 | 13 | 17 | 53 | 66 | 0,803 | 2 559 | 2 645 | 0,967 |
| 10.  | IHF                      | 35 | 30 | 12 | 18 | 53 | 64 | 0,828 | 2 515 | 2 590 | 0,971 |
| 11.  | Rota                     | 31 | 30 | 11 | 19 | 48 | 70 | 0,685 | 2 510 | 2 657 | 0,944 |
| 12.  | Antares (-1)             | 31 | 30 | 10 | 20 | 46 | 71 | 0,647 | 2 470 | 2 643 | 0,934 |
| 13.  | San Vito                 | 30 | 30 | 9  | 21 | 46 | 71 | 0,647 | 2 380 | 2 655 | 0,896 |
| 14.  | Pontecagnano Faiano (-6) | 24 | 30 | 10 | 20 | 38 | 68 | 0,558 | 2 227 | 2 446 | 0,910 |
| 15.  | Forlì (-3)               | 20 | 30 | 8  | 22 | 34 | 78 | 0,435 | 2 210 | 2 559 | 0,863 |
| 16.  | Time Matera              | 15 | 30 | 5  | 25 | 27 | 82 | 0,329 | 2 147 | 2 494 | 0,860 |

      Promossa in Serie A1.
      Qualificata ai play-off scudetto.
      Retrocessa in Serie B1.
Note:
Il Busnago ha scontato 4 punti di penalizzazione.
L'Antares ha scontato 1 punto di penalizzazione.
Il Pontecagnano Faiano ha scontato 6 punti di penalizzazione.
Il Forlì ha scontato 3 punti di penalizzazione.

### Play-off promozione

#### Tabellone
|  | Semifinali | Semifinali    | Semifinali | Semifinali | Semifinali |  |   | Finale        | Finale | Finale | Finale | Finale | Finale | Finale |
|  |            |               |            |            |            |  |   |               |        |        |        |        |        |        |
|  | 2          | Casalmaggiore | 3          | 2          | 3          |  |   |               |        |        |        |        |        |        |
|  | 2          | Casalmaggiore | 3          | 2          | 3          |  |   |               |        |        |        |        |        |        |
|  | 5          | Santa Croce   | 1          | 3          | 1          |  |   |               |        |        |        |        |        |        |
|  | 5          | Santa Croce   | 1          | 3          | 1          |  | 2 | Casalmaggiore | 2      | 1      | 2      |        |        |        |
|  |            |               |            |            |            |  | 2 | Casalmaggiore | 2      | 1      | 2      |        |        |        |
|  |            |               |            |            |            |  |   | 4             | Crema  | 3      | 3      | 3      |        |        |
|  | 3          | Loreto        | 1          | 0          |            |  |   | 4             | Crema  | 3      | 3      | 3      |        |        |
|  | 3          | Loreto        | 1          | 0          |            |  |   |               |        |        |        |        |        |        |
|  | 4          | Crema         | 3          | 3          |            |  |   |               |        |        |        |        |        |        |
|  | 4          | Crema         | 3          | 3          |            |  |   |               |        |        |        |        |        |        |

#### Risultati

##### Semifinali
| Gara 1 |                             |     |                            |
|        |                             |     |                            |
| 02-05  | Casalmaggiore - Santa Croce | 3-1 | 25-22, 25-9, 23-25, 25-20  |
| 02-05  | Loreto - Crema              | 1-3 | 25-19, 17-25, 22-25, 13-25 |

| Gara 2 |                             |     |                                   |
|        |                             |     |                                   |
| 06-05  | Santa Croce - Casalmaggiore | 3-2 | 26-28, 25-20, 17-25, 25-21, 17-15 |
| 06-05  | Crema - Loreto              | 3-0 | 25-22, 25-16, 25-23               |

| Gara 3 |                             |     |                            |
|        |                             |     |                            |
| 09-05  | Casalmaggiore - Santa Croce | 3-1 | 25-21, 25-21, 22-25, 25-21 |

##### Finale
| Gara 1 |                       |     |                                  |
|        |                       |     |                                  |
| 13-05  | Casalmaggiore - Crema | 2-3 | 22-25, 23-25, 25-23, 25-23, 8-15 |

| Gara 2 |                       |     |                            |
|        |                       |     |                            |
| 16-05  | Crema - Casalmaggiore | 3-1 | 23-25, 25-19, 25-19, 26-24 |

| Gara 3 |                       |     |                                   |
|        |                       |     |                                   |
| 20-05  | Casalmaggiore - Crema | 2-3 | 25-23, 19-25, 26-24, 20-25, 11-15 |

## Statistiche
| Rendimento individuale | Rendimento individuale | Rendimento individuale | Rendimento individuale |
| Pos.                   | Nome                   | Punti                  | Squadra                |
| ---------------------- | ---------------------- | ---------------------- | ---------------------- |
| 1                      | Soraia Neudil          | 541                    | Busnago                |
| 2                      | Sonja Percan           | 538                    | Verona                 |
| 3                      | Valeria Rosso          | 524                    | Santa Croce            |
| 4                      | Natalia Brussa         | 514                    | Santa Croce            |
| 5                      | Valentina Zago         | 512                    | Casalmaggiore          |
| 6                      | Elisa Togut            | 505                    | Crema                  |
| 7                      | Elena García           | 460                    | IHF                    |
| 8                      | Daiana Mureșan         | 440                    | Forlì                  |
| 9                      | Gilda Lombardo         | 433                    | Busnago                |
| 10                     | Costanza Manfredini    | 432                    | Terre Verdiane         |

NB: I dati sono riferiti esclusivamente alla regular season.